# Pardubické cvičné mosty
Pojem pardubické cvičné mosty označuje dvojici již dnes neexistujících cvičných železničních mostů Roth-Waagnerovy konstrukce postavených v Pardubicích (Pardubický kraj) přes řeku Chrudimku 1. železničním plukem ve dvacátých letech dvacátého století, resp. jejich pozůstatků.

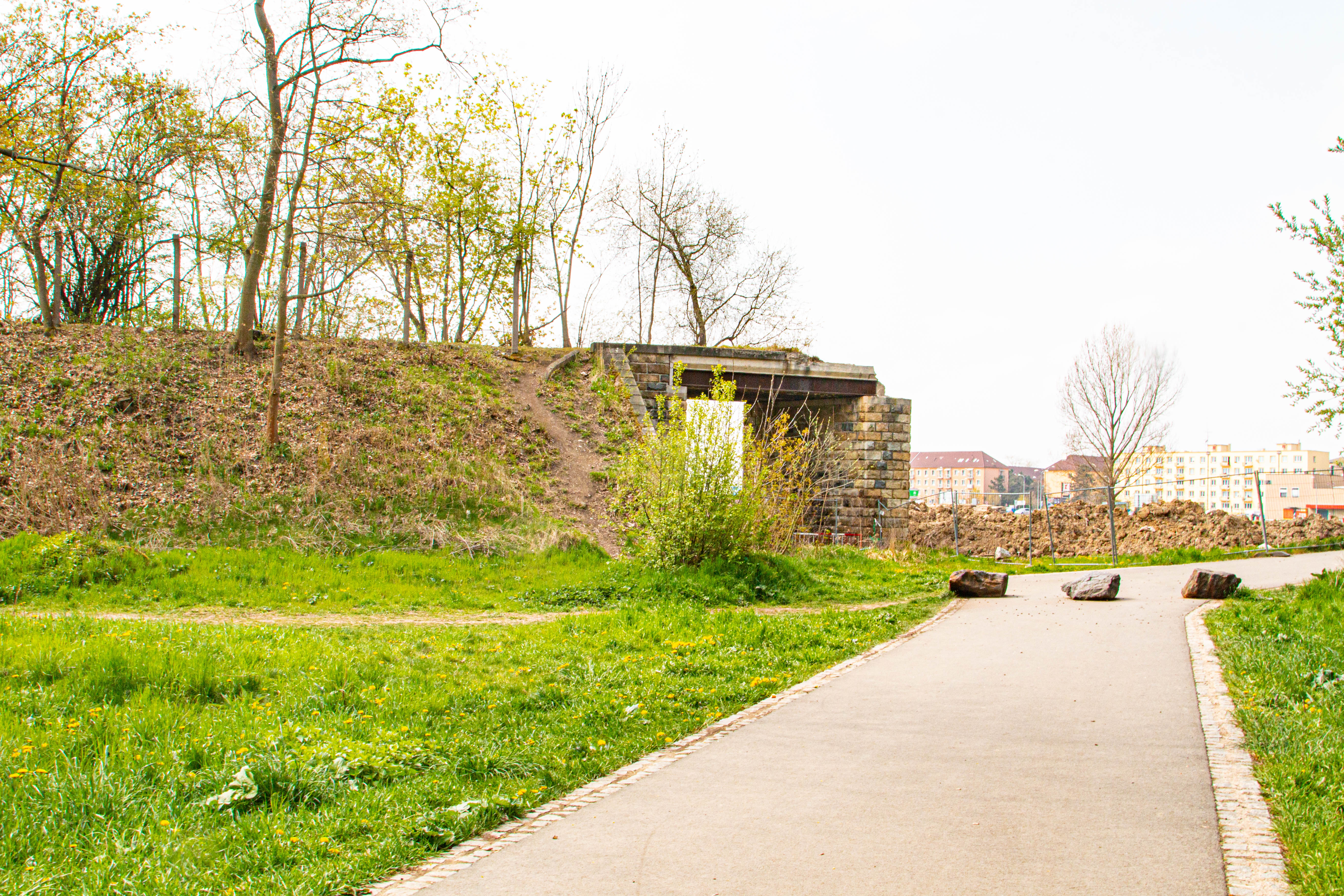
Železniční násep k jižnímu mostu, vpravo mostní pole pro úzkorozchodnou trať, sousední mostní pole pro nepostavenou trať do Chrudimi již neexistuje

V roce 1919 byl do Pardubic umístěn 1. železniční pluk, jehož úkolem byla výstavba polních a lanových drah a jejich provoz. Území mezi Pardubičkami a Višňovkou bylo pro tento útvar vybráno jako technické cvičiště. Kromě mnoha dalších staveb zde byla vybudována i dvojice železničních mostů sloužících k výcviku montáže a demontáže Roth-Wagnerovy ocelové mostní konstrukce z roku 1900, a to ve variantě s horní i spodní mostovkou.

## Jižní most

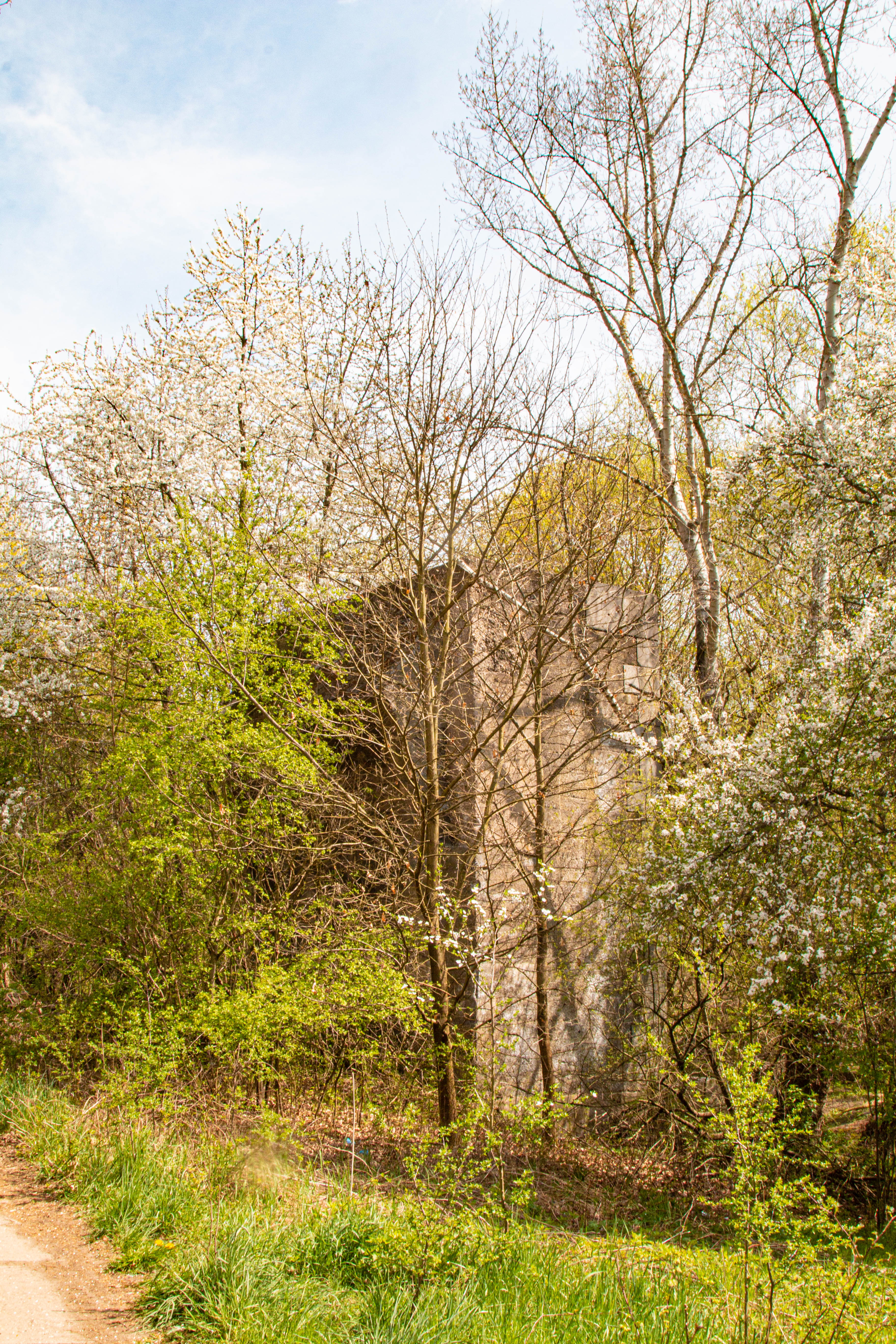
Mostní pilíře jižního mostu v parku Na Vinici

Jižní most byl vybudován na trati normálního rozchodu, která odbočovala ze železniční trati Kolín – Česká Třebová v prostoru mezi ulicemi Sladkovského a Rokycanova. Toto odbočení bylo zároveň hlavním napojením celého vojenského vlečkového systému, ze kterého dnes existuje již jen torzo. Trať šikmo křížila ulici Stanislava Kostky Neumanna a začala stoupat na vysoký násep. Ten je dnes částečně zlikvidován z důvodu nové výstavby v ulici Pod Vinicí, a to až do místa prostupů pro plánovanou a nikdy nepostavenou trať na Chrudim a souběžně s ní vedoucí vojenskou úzkorozchodnou dráhu. Odtud násep dosud existuje a pokračuje k rovněž stále stojícím železobetonovým obloukům na obou březích Chrudimky, sloužících k nesení samotné cvičné konstrukce. Za mostem trať pokračovala ještě asi 0,5 km k silnici Pardubičky–Nemošice, kde končila.
Poprvé byl most postaven během polního cvičení v roce 1922 ještě na montovaných podpěrách. Násep a železobetonové oblouky vznikly během let 1924 a 1925. Cvičné montáže a demontáže ocelové konstrukce ustaly v roce 1939 po německé okupaci. Železobetonové oblouky slouží jako vyhlídkové body.

## Severní most

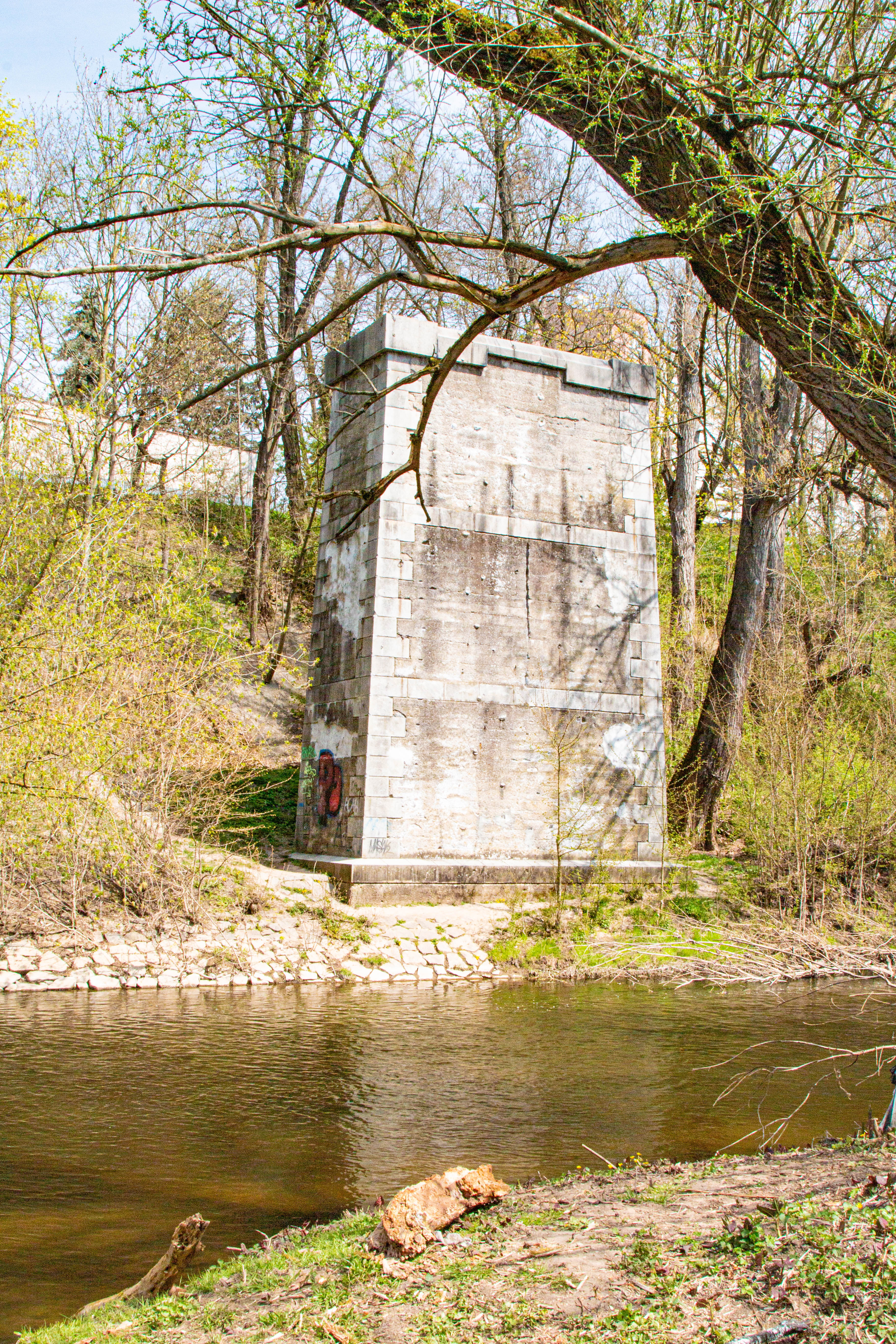
Mostní pilíř severního mostu v parku Na Vinici

Severní most vznikl v první polovině dvacátých let jako vratná odbočka z úzkorozchodné železniční stanice v prostoru pardubické nemocnice, která byla koncovou pro trať zvanou Špitálka přicházející sem z technického cvičiště. Nacházel se jižně od vodojemu na Vinici a východně od pozůstatků jezu na Chrudimce odstřeleného v 70. letech. Sestával ze dvou pilířů (železobetonového na pravém břehu a ocelového montovaného na železobetonovém základu na břehu levém) a samotné cvičné ocelové mostní konstrukce. Jeho zajímavostí je fakt, že na něj na levém břehu nenavazovala žádná další železniční trať, a tedy končil ve vzduchu. Výcvik zde skončil stejně jako u mostu jižního v roce 1939, kdy německá armáda převzala i komponenty mostních konstrukcí. Do současnosti se dochoval pravobřežní pilíř, který dnes využívají zejména horolezci, a levobřežní základ.

## Mostní cvičiště vedle tzv. Kohnova mostu
V období kolem roku 1950 vzniklo výše proti proudu v bezprostřední blízkosti Kohnova mostu další permanentní mostní cvičiště. Jeho břehové základy se nachází severně od mostu.